# Парклет

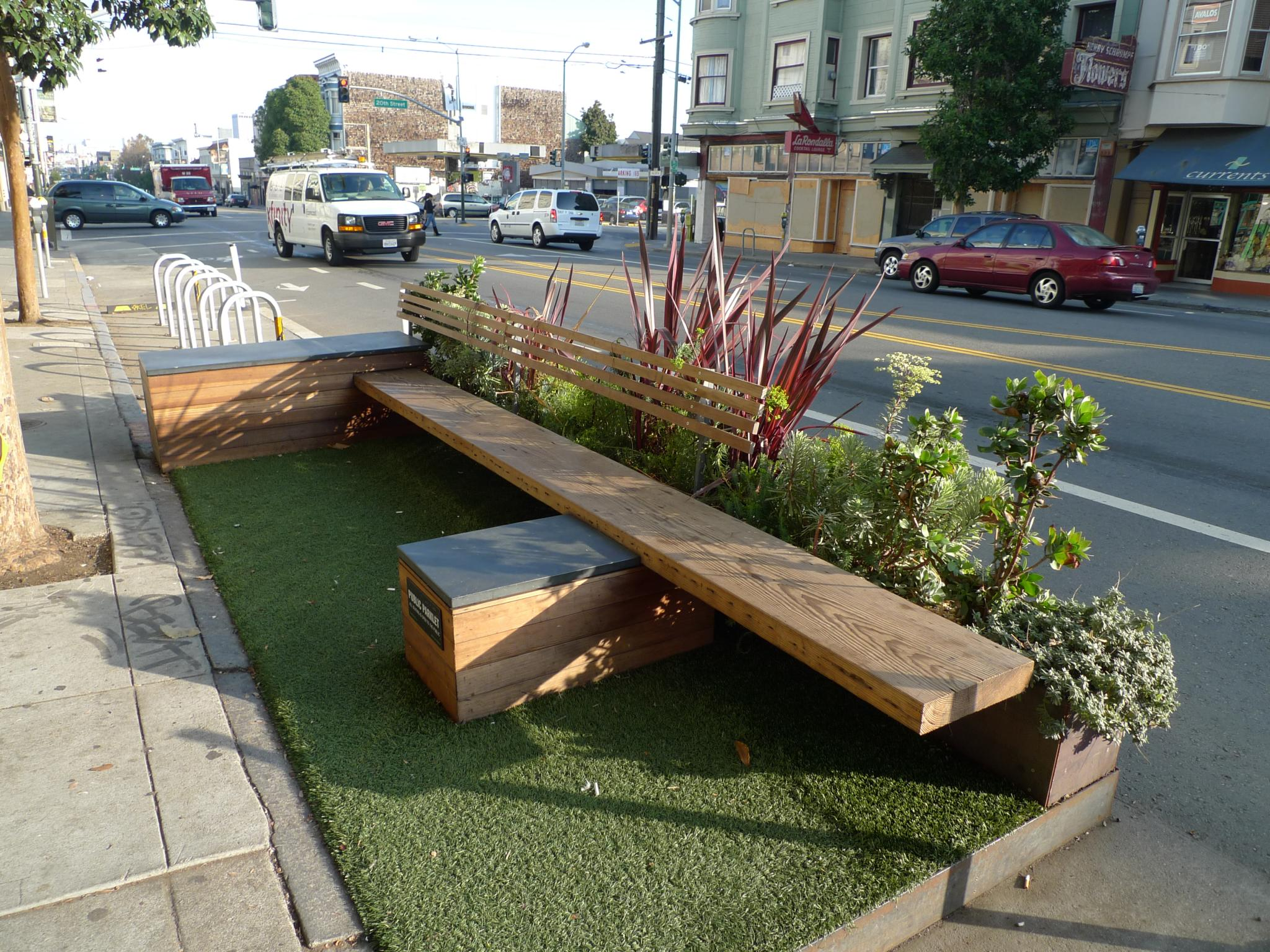
Парклет на улице Валенсия в Сан-Франциско

Парклет (англ. Parklet) — это небольшая зона отдыха в крупных городах, в частности, в деловых районах, являющаяся продолжением тротуара. В основном парклеты устанавливаются на автомобильных парковках в один уровень с тротуаром и занимают несколько парковочных мест.
Парклеты представляют собой место, где можно посидеть, перевести дух, наблюдая при этом за улицей. Парклет может содержать натуральную или искусственную растительность либо другие объекты благоустройства. Парклет может быть приспособлен под парковку для велосипедов либо включать в себя эту парковку.
Парклеты — это постоянные сооружения, но они должны быть в случае необходимости легко демонтируемыми. Согласно первоначальному замыслу, парклеты являются общедоступными, но есть и такие, доступ к которым ограничен (у ресторанов, кафе).

## История
Считается, что первый парклет был создан в Сан-Франциско.
Первоначально идея парклетов была предложена итало-бразильским дизайнером, проживающим в Лондоне, Сьюзи Болоньезе (англ. Suzi Bolognese) из Sb Design Studio, и реализована в
Сан-Франциско в 2010 году.
Архитектурная школа Университета Южной Калифорнии в августе 2012 года опубликовала дипломную работу «Эксперимент на прочность: парклеты и открытые пространства как катализатор в обществе и правительстве», в которой представлена полная история создания парклетов и площадей в четырёх городах Калифорнии. Школа Ласкина в сентябре 2012 года опубликовала доклад «Изменение права проезда: инструментарий для создания и реализации парклетов», где рассматривались тематические исследования для парклетов в семи городах по всей Северной Америке. Отдел планирования Сан-Франциско в феврале 2013 года опубликовал руководство по созданию парклетов, которое содержит всеобъемлющий обзор задач и целей, процесса, процедур и основных принципов создания парклетов в Сан-Франциско. Руководство может служить основой для создания парклетов за пределами Сан-Франциско, в других городах.

## Цели создания
Парклеты предназначены для создания общественных мест для прохожих, чтобы они могли расслабиться и насладиться атмосферой окружающего города, и располагаются в местах, где не хватает городских парков или же где существующая ширина тротуара недостаточна.
Парклеты могут проектироваться как постоянные и временные/сезонные сооружения в местах, где проблемой является вывоз снега.